# Danny Wilson (calciatore 1960)
Daniel Joseph Wilson, detto Danny (Wigan, 1º gennaio 1960), è un allenatore di calcio ed ex calciatore nordirlandese, in carriera attivo come centrocampista.

## Biografia

### Calciatore
Nativo di Wigan, oggi Greater Manchester ma all'epoca Lancashire, iniziò la carriera professionistica nel club calcistico della sua città, con un goal in otto presenze, prima di trasferirsi al Bury nel 1977.
Tra i club professionistici più importanti in cui militò figurano il Nottingham Forest, il Luton e lo Sheffield Wednesday; a questi ultimi due sono legati i due maggiori trofei vinti da Wilson da giocatore, le Coppe di Lega 1987–88 (Luton) e 1990-91 (Sheffield).
Terminò l'attività agonistica con il Barnsley, che fu anche il club con il quale iniziò la carriera tecnica: il suo ultimo anno in campo fu da giocatore-allenatore della prima squadra.
Fu internazionale per l'Irlanda del Nord, per la quale scese in campo 24 volte tra il 1987 e il 1992 con un goal.

### Allenatore
Al citato Barnsley ottenne la promozione del club alla 1997-98 con una rosa di giocatori il cui costo complessivo era un milione di sterline dell'epoca e che gli valse il premio di miglior tecnico dell'anno, anche se non riuscì a mantenere il posto in massima divisione che per una stagione sola; condusse alla promozione in Terza Divisione l'Hartlepool Utd. nel 2007, anche se un anno più tardi, dopo una salvezza ottenuta alla prima stagione nella nuova serie, fu esonerato con la squadra in fondo alla classifica.
Tra gli altri trofei nel suo palmarès da allenatore figura il Trofeo di Lega 2002-03 vinto alla guida del Bristol City.
Nel 2011 gli fu affidata la conduzione tecnica dello Sheffield Utd., trasferimento che provocò problemi e proteste in una frangia della tifoseria del club per via del passato di Wilson come giocatore e allenatore della squadra cittadina rivale, il Wednesday.
Tenne l'incarico fino ad aprile 2013, allorquando fu esonerato per via della posizione deficitaria in classifica della squadra in Seconda Divisione.
A dicembre dello stesso anno è subentrato a David Filtcroft alla guida del Barnsley, club nel quale iniziò la carriera da allenatore. Nel febbraio 2015, dopo una serie di risultati negativi, è stato esonerato dalla squadra.

## Statistiche

### Statistiche da allenatore
| Stagione                   | Squadra                    | Campionato                 | Campionato | Campionato | Campionato | Campionato | Coppe nazionali | Coppe nazionali | Coppe nazionali | Coppe nazionali | Coppe nazionali | Coppe continentali | Coppe continentali | Coppe continentali | Coppe continentali | Coppe continentali | Altre coppe | Altre coppe | Altre coppe | Altre coppe | Altre coppe | Totale | Totale | Totale | Totale | % Vittorie | Piazzamento      |
| Stagione                   | Squadra                    | Comp                       | G          | V          | N          | P          | Comp            | G               | V               | N               | P               | Comp               | G                  | V                  | N                  | P                  | Comp        | G           | V           | N           | P           | G      | V      | N      | P      | %          | Piazzamento      |
| -------------------------- | -------------------------- | -------------------------- | ---------- | ---------- | ---------- | ---------- | --------------- | --------------- | --------------- | --------------- | --------------- | ------------------ | ------------------ | ------------------ | ------------------ | ------------------ | ----------- | ----------- | ----------- | ----------- | ----------- | ------ | ------ | ------ | ------ | ---------- | ---------------- |
| 1994-1995                  | Barnsley                   | FD                         | 46         | 20         | 12         | 14         | FACup+CdL       | 1+4             | 0+0             | 0+2             | 1+2             | -                  | -                  | -                  | -                  | -                  | -           | -           | -           | -           | -           | 51     | 20     | 14     | 17     | 39,22      | 6º               |
| 1995-1996                  | Barnsley                   | FD                         | 46         | 14         | 18         | 14         | FACup+CdL       | 2+3             | 0+1             | 1+0             | 1+2             | -                  | -                  | -                  | -                  | -                  | -           | -           | -           | -           | -           | 51     | 15     | 19     | 17     | 29,41      | 10º              |
| 1996-1997                  | Barnsley                   | FD                         | 46         | 22         | 14         | 10         | FACup+CdL       | 2+4             | 1+1             | 0+2             | 1+1             | -                  | -                  | -                  | -                  | -                  | -           | -           | -           | -           | -           | 52     | 24     | 16     | 12     | 46,15      | 2º (prom.)       |
| 1997-1998                  | Barnsley                   | PL                         | 38         | 10         | 5          | 23         | FACup+CdL       | 6+3             | 3+2             | 2+0             | 1+1             | -                  | -                  | -                  | -                  | -                  | -           | -           | -           | -           | -           | 47     | 15     | 7      | 25     | 31,91      | 19º (retr.)      |
| 1998-1999                  | Sheffield Weds             | PL                         | 38         | 13         | 7          | 18         | FACup+CdL       | 3+2             | 2+0             | 0+1             | 1+1             | -                  | -                  | -                  | -                  | -                  | -           | -           | -           | -           | -           | 43     | 15     | 8      | 20     | 34,88      | 12º              |
| 1999-mar. 2000             | Sheffield Weds             | PL                         | 29         | 5          | 6          | 18         | FACup+CdL       | 4+4             | 1+2             | 2+1             | 1+1             | -                  | -                  | -                  | -                  | -                  | -           | -           | -           | -           | -           | 37     | 8      | 9      | 20     | 21,62      | Eson.            |
| Totale Sheffield Wednesday | Totale Sheffield Wednesday | Totale Sheffield Wednesday | 67         | 18         | 13         | 36         |                 | 13              | 5               | 4               | 4               |                    | -                  | -                  | -                  | -                  |             | -           | -           | -           | -           | 80     | 23     | 17     | 40     | 28,75      |                  |
| 2000-2001                  | Bristol City               | SD                         | 46         | 18         | 14         | 14         | FACup+CdL       | 6+2             | 4+0             | 1+1             | 1+1             | -                  | -                  | -                  | -                  | -                  | FLT         | 1           | 0           | 0           | 1           | 55     | 22     | 16     | 17     | 40,00      | 9º               |
| 2001-2002                  | Bristol City               | SD                         | 46         | 21         | 10         | 15         | FACup+CdL       | 1+2             | 0+1             | 0+0             | 1+1             | -                  | -                  | -                  | -                  | -                  | FLT         | 6           | 2           | 3           | 1           | 55     | 24     | 13     | 18     | 43,64      | 7º               |
| 2002-2003                  | Bristol City               | SD                         | 46+2       | 24+0       | 11+1       | 11+1       | FACup+CdL       | 3+1             | 2+0             | 0+0             | 1+1             | -                  | -                  | -                  | -                  | -                  | FLT         | 7           | 5           | 2           | 0           | 59     | 31     | 14     | 14     | 52,54      | 3º               |
| 2003-2004                  | Bristol City               | SD                         | 46+3       | 23+1       | 13+1       | 10+1       | FACup+CdL       | 3+3             | 1+0             | 1+2             | 1+1             | -                  | -                  | -                  | -                  | -                  | FLT         | 1           | 0           | 0           | 1           | 56     | 25     | 17     | 14     | 44,64      | 3º               |
| Totale Bristol City        | Totale Bristol City        | Totale Bristol City        | 184+5      | 86+1       | 48+2       | 50+2       |                 | 21              | 8               | 5               | 8               |                    | -                  | -                  | -                  | -                  |             | 15          | 7           | 5           | 3           | 225    | 102    | 60     | 63     | 45,33      |                  |
| dic. 2004-2005             | MK Dons                    | FL1                        | 26         | 9          | 9          | 8          | FACup+CdL       | 1+0             | 0               | 0               | 1               | -                  | -                  | -                  | -                  | -                  | FLT         | -           | -           | -           | -           | 27     | 9      | 9      | 9      | 33,33      | Sub. 20º         |
| 2005-2006                  | MK Dons                    | FL1                        | 46         | 12         | 14         | 20         | FACup+CdL       | 4+1             | 2+0             | 1+1             | 1+0             | -                  | -                  | -                  | -                  | -                  | FLT         | 3           | 2           | 0           | 1           | 54     | 16     | 16     | 22     | 29,63      | 22º (retr.)      |
| Totale MK Dons             | Totale MK Dons             | Totale MK Dons             | 72         | 21         | 23         | 28         |                 | 6               | 2               | 2               | 2               |                    | -                  | -                  | -                  | -                  |             | 3           | 2           | 0           | 1           | 81     | 25     | 25     | 31     | 30,86      |                  |
| 2006-2007                  | Hartlepool Utd             | FL2                        | 46         | 26         | 10         | 10         | FACup+CdL       | 3+2             | 0+1             | 2+1             | 1+0             | -                  | -                  | -                  | -                  | -                  | FLT         | 2           | 1           | 0           | 1           | 53     | 28     | 13     | 12     | 52,83      | 2º (prom.)       |
| 2007-2008                  | Hartlepool Utd             | FL1                        | 46         | 15         | 9          | 22         | FACup+CdL       | 2+2             | 1+1             | 0+1             | 1+0             | -                  | -                  | -                  | -                  | -                  | FLT         | 3           | 2           | 0           | 1           | 53     | 19     | 10     | 24     | 35,85      | 15º              |
| ago.-dic. 2008             | Hartlepool Utd             | FL1                        | 20         | 7          | 5          | 8          | FACup+CdL       | 3+3             | 2+1             | 1+1             | 0+1             | -                  | -                  | -                  | -                  | -                  | FLT         | 1           | 0           | 0           | 1           | 27     | 10     | 7      | 10     | 37,04      | Eson.            |
| Totale Hartlepool Utd      | Totale Hartlepool Utd      | Totale Hartlepool Utd      | 112        | 48         | 24         | 40         |                 | 15              | 6               | 6               | 3               |                    | -                  | -                  | -                  | -                  |             | 6           | 3           | 0           | 3           | 133    | 57     | 30     | 46     | 42,86      |                  |
| dic. 2008-2009             | Swindon Town               | FL1                        | 25         | 8          | 9          | 8          | FACup+CdL       | -               | -               | -               | -               | -                  | -                  | -                  | -                  | -                  | FLT         | -           | -           | -           | -           | 25     | 8      | 9      | 8      | 32,00      | Sub. 15º         |
| 2009-2010                  | Swindon Town               | FL1                        | 46+3       | 22+1       | 16+0       | 8+2        | FACup+CdL       | 3+2             | 2+1             | 0+1             | 1+0             | -                  | -                  | -                  | -                  | -                  | FLT         | 2           | 0           | 2           | 0           | 56     | 26     | 19     | 11     | 46,43      | 5º               |
| 2010-mar. 2011             | Swindon Town               | FL1                        | 33         | 7          | 10         | 16         | FACup+CdL       | 3+1             | 1+0             | 2+0             | 0+1             | -                  | -                  | -                  | -                  | -                  | FLT         | 3           | 2           | 1           | 0           | 40     | 10     | 13     | 17     | 25,00      | Eson.            |
| Totale Swindon Town        | Totale Swindon Town        | Totale Swindon Town        | 104+3      | 37+1       | 35+0       | 32+2       |                 | 9               | 4               | 3               | 2               |                    | -                  | -                  | -                  | -                  |             | 5           | 2           | 3           | 0           | 121    | 44     | 41     | 36     | 36,36      |                  |
| 2011-2012                  | Sheffield Utd              | FL1                        | 46+3       | 27+1       | 9+2        | 10+0       | FACup+CdL       | 4+2             | 3+0             | 0+1             | 1+1             | -                  | -                  | -                  | -                  | -                  | FLT         | 3           | 2           | 1           | 0           | 58     | 33     | 13     | 12     | 56,90      | 3º               |
| 2012-apr. 2013             | Sheffield Utd              | FL1                        | 41         | 18         | 16         | 7          | FACup+CdL       | 4+1             | 3+0             | 0+1             | 1+0             | -                  | -                  | -                  | -                  | -                  | FLT         | 2           | 1           | 1           | 0           | 48     | 22     | 18     | 8      | 45,83      | Eson.            |
| Totale Sheffield United    | Totale Sheffield United    | Totale Sheffield United    | 87+3       | 45+1       | 25+2       | 17+0       |                 | 11              | 6               | 2               | 3               |                    | -                  | -                  | -                  | -                  |             | 5           | 3           | 2           | 0           | 106    | 55     | 31     | 20     | 51,89      |                  |
| dic. 2013-2014             | Barnsley                   | FLC                        | 26         | 6          | 6          | 14         | FACup+CdL       | 1+0             | 0               | 0               | 1               | -                  | -                  | -                  | -                  | -                  | -           | -           | -           | -           | -           | 27     | 6      | 6      | 15     | 22,22      | Sub. 23º (retr.) |
| 2014-feb. 2015             | Barnsley                   | FL1                        | 29         | 10         | 5          | 14         | FACup+CdL       | 4+1             | 2+0             | 1+0             | 1+1             | -                  | -                  | -                  | -                  | -                  | FLT         | 2           | 1           | 1           | 0           | 36     | 13     | 7      | 16     | 36,11      | Eson.            |
| Totale Barnsley            | Totale Barnsley            | Totale Barnsley            | 231        | 82         | 60         | 89         |                 | 31              | 10              | 8               | 13              |                    | -                  | -                  | -                  | -                  |             | 2           | 1           | 1           | 0           | 264    | 93     | 69     | 102    | 35,23      |                  |
| dic. 2015-2016             | Chesterfield               | FL1                        | 24         | 8          | 6          | 10         | FACup+CdL       | -               | -               | -               | -               | -                  | -                  | -                  | -                  | -                  | FLT         | -           | -           | -           | -           | 24     | 8      | 6      | 10     | 33,33      | Sub. 18º         |
| 2016-gen. 2017             | Chesterfield               | FL1                        | 26         | 6          | 4          | 16         | FACup+CdL       | 2+1             | 1+0             | 0+0             | 1+1             | -                  | -                  | -                  | -                  | -                  | FLT         | 4           | 3           | 0           | 1           | 33     | 10     | 4      | 19     | 30,30      | Eson.            |
| Totale Chesterfield        | Totale Chesterfield        | Totale Chesterfield        | 50         | 14         | 10         | 26         |                 | 3               | 1               | 0               | 2               |                    | -                  | -                  | -                  | -                  |             | 4           | 3           | 0           | 1           | 57     | 18     | 10     | 29     | 31,58      |                  |
| Totale carriera            | Totale carriera            | Totale carriera            | 921        | 354        | 242        | 325        |                 | 109             | 42              | 30              | 37              |                    | -                  | -                  | -                  | -                  |             | 40          | 21          | 11          | 8           | 1 070  | 417    | 283    | 370    | 38,97      |                  |

## Palmarès

### Giocatore

#### Competizioni nazionali
- Coppa di Lega inglese: 2

Luton Town: 1987-1988
Sheffield Wednesday: 1990-1991

### Allenatore

#### Competizioni nazionali
- Football League Trophy: 1

Bristol City: 2002-2003